# Highman
Highman este un creator de conținut care activează pe YouTube și mai ales pe platforma de streaming Kick, populară în România.
Pe StreamsCharts este menționat că „hyghman” este numele real Highman Cristian, are 26 de ani, s-a născut pe 9 mai 1999, locuiește în Craiova, România și e partener („partner”) pe Kick 
Streams Charts
.
Platforma notează că în ultimele 30 de zile a strâns:
417 ore 25 minute de streaming
2 232 privitori în medie
Un vârf de 4 183 privitori 
Streams Charts
.
Pe pagina sa de Kick, are în jur de 27 500 de urmăritori, se autointitulează “IQ 9999 STREAMER”, “XQC GLAZER” și “MOST WATCHED ROMANIAN STREAMER” 
Kick
.
Pe Instagram, este prezent ca un digital creator cu peste 187 000 de urmăritori, folosind cod de reducere pentru Footshop (“HIGHMAN”)